# IC 2200
IC 2200 ist eine Spiralgalaxie vom Hubble-Typ (R)SABb pec im Sternbild Kiel des Schiffs am Südsternhimmel. Sie ist rund 135 Millionen Lichtjahre von der Milchstraße entfernt und hat einen Durchmesser von etwa 60.000 Lichtjahren. Die Galaxie hat im nahegelegenen PGC 21062 einen wechselwirkenden Partner, mit dem sie möglicherweise bereit den Halo teilt.
Entdeckt wurde das Objekt im Jahr 1900 von DeLisle Stewart.